# Tour d'Algérie
Il Tour d'Algérie (it. Giro d'Algeria) è una corsa a tappe maschile di ciclismo su strada che si svolge ogni anno in Algeria. Dopo una prima edizione nel 1929, ne seguirono cinque per professionisti tra il 1949 e il 1953. Dal 1969 al 1975 e dal 1984 al 1989 riprese come corsa riservata ai dilettanti. Nel 2011 entrò per la prima volta a far parte dell'UCI Africa Tour come gara di classe 2.2.

## Albo d'oro
Aggiornato all'edizione 2023.
| Anno      | Vincitore            | Secondo               | Terzo                |
| --------- | -------------------- | --------------------- | -------------------- |
| 1929      | Marcel Colleu        |                       |                      |
| 1930-1948 | non disputato        | non disputato         | non disputato        |
| 1949      | Hilaire Couvreur     | Roger Dequenne        | Edward Van Dijck     |
| 1950      | Hilaire Couvreur     | Angelo Menon          | Alex Close           |
| 1951      | André Rosseel        | Maurice Quentin       | Robert Varnajo       |
| 1952      | Vincent Vitetta      | Jean Dotto            | Georges Meunier      |
| 1953      | Germain Derycke      | Raymond Impanis       | Maurice Neyt         |
| 1954-1968 | non disputato        | non disputato         | non disputato        |
| 1969      | Gösta Pettersson     | Karl-Heinz Miersch    | Bart Solaro          |
| 1970 (1)  | Zygmunt Hanusik      | Piet Legierse         | Bernd Knispel        |
| 1970 (2)  | Axel Peschel         | Doug Dailey           | Johannes Knab        |
| 1971      | Zbigniew Krzeszowiec | Ivan Skosyrev         | Dmitrij Tričin       |
| 1972      | Frits Schur          | Jiří Háva             | Dušan Zeman          |
| 1973      | Stanisław Szozda     | Aleksandr Judin       | Ryszard Szurkowski   |
| 1974      | non disputato        | non disputato         | non disputato        |
| 1975      | Sven-Åke Nilsson     | Aavo Pikkuus          | Aleksandr Judin      |
| 1976-1983 | non disputato        | non disputato         | non disputato        |
| 1984      | Noureddine Tchambaz  |                       |                      |
| 1985      | Sebti Benzine        | Malek Hamza           | Gilles Figue         |
| 1986      | Salim Belksir        | Sebti Benzine         | Miklós Somogyi       |
| 1987      | Abdelkader Reguigui  |                       |                      |
| 1988      | Steffen Rein         | Miroslav Lipták       | Falk Boden           |
| 1989-1999 | non disputato        | non disputato         | non disputato        |
| 2000      | Hichem Menad         |                       |                      |
| 2001      | Mohamed Abdel-Fatah  | Ahmed El Nady         | Mohamed Khaled Ahmed |
| 2002      | Omar Slimane Zitoune |                       |                      |
| 2003      | Mohamed Er Regragui  |                       |                      |
| 2004-2010 | non disputato        | non disputato         | non disputato        |
| 2011      | Azzedine Lagab       | Adil Jelloul          | Natnael Berhane      |
| 2012      | Natnael Berhane      | Adil Jelloul          | Joaquín Sobrino      |
| 2013      | Víctor de la Parte   | Stefan Schumacher     | Constantino Zaballa  |
| 2014      | Mekseb Debesay       | Devid Tintori         | Ying Hon Yeung       |
| 2015      | Hichem Chaabane      |                       |                      |
| 2016      | Luca Wackermann      |                       |                      |
| 2017      | Ali Nouisri          | Azzedine Lagab        |                      |
| 2018      | Azzedine Lagab       | Abderrahmane Mansouri | Gabriel Reguero      |
| 2019-2021 | non disputato        | non disputato         | non disputato        |
| 2022      | Hamza Mansouri       | Islam Mansouri        | Yacine Hamza         |
| 2023      | Paul Hennequin       | Edoardo Sandri        | Aklilu Ghebrehiwet   |